# Луча (річка)
Луча, Луги — річка в Україні, у Заліщицькій міській громаді Чортківського району Тернопільської області, ліва притока Дністра (басейн Чорного моря).

## Опис
Довжина річки 17 км, похил річки — 10 м/км. Формується з багатьох безіменних струмків.

## Розташування
Бере початок у селі Солоне. Тече переважно на південний захід через село Торське та понад селом Глушка. У селі Іване-Золоте впадає в річку Дністер.
Річку перетинає автомобільна дорога Р24.